# Нова Весь (Варшавський-Західний повіт)
Нова Весь (пол. Nowa Wieś) — село в Польщі, у гміні Блоне Варшавського-Західного повіту Мазовецького воєводства.
Населення — 56 осіб (2011).
У 1975-1998 роках село належало до Варшавського воєводства.

## Демографія
Демографічна структура станом на 31 березня 2011 року:
|          | Загалом | Допрацездатний вік | Працездатний вік | Постпрацездатний вік |
| -------- | ------- | ------------------ | ---------------- | -------------------- |
| Чоловіки | 27      | 8                  | 15               | 4                    |
| Жінки    | 29      | 9                  | 12               | 8                    |
| Разом    | 56      | 17                 | 27               | 12                   |